# François Thibodeau
François Thibodeau CIM (* 27. Juli 1939 in Saint-Odilon; † 26. Juni 2023 in Québec) war ein kanadischer Ordensgeistlicher und römisch-katholischer Bischof von Edmundston.

## Leben
François Thibodeau trat der Ordensgemeinschaft der Kongregation von Jesus und Maria bei und empfing am 8. Mai 1965 die Priesterweihe.
Papst Johannes Paul II. ernannte ihn am 22. Oktober 1993 zum Bischof von Edmundston. Der emeritierte Bischof von Edmundston, Gérard Dionne, spendete ihm am 9. Januar des nächsten Jahres die Bischofsweihe; Mitkonsekratoren waren Donat Chiasson, Erzbischof von Moncton, und Fernand Lacroix CIM, emeritierter Bischof von Edmundston.
Von seinem Amt trat er am 5. Januar 2009 zurück.